# Nolina parviflora
Espèce
Synonymes
- Beaucarnea parviflora (Kunth) Baker[1]
- Cordyline parviflora Kunth[1]
- Dasylirion humboldtii Kunth[1]
- Dracaena parviflora Willd. ex Schult. & Schult.f.[1]
- Nolina altamiranoana Rose[1]
- Roulinia humboldtiana Brongn.[1]

Statut de conservation UICN

 VU A2ac+3c : Vulnérable
Nolina parviflora est une espèce végétale de la famille des Asparagaceae. Cette espèce est originaire du Mexique. 